# Sender Ulm-Wilhelmsburg
Der Sender Ulm-Wilhelmsburg war ein UKW-Sender des Süddeutschen Rundfunks für Hörfunk. Er befand sich auf dem Nordostturm der Wilhelmsburg (Werk XII), etwa einen Kilometer nördlich der Ulmer Innenstadt. Als Antennenträger kam ein abgespannter Stahlgittermast zum Einsatz. Der Senderstandort Ulm-Wilhelmsburg wurde im Jahr 1959 zugunsten des neuen Grundnetzsenders Ulm-Kuhberg stillgelegt und abgebaut.
Von hier aus wurde die Stadt Ulm mit den Programmen Südfunk I und Südfunk II versorgt.
Die technischen Anlagen, wie der Ballempfänger, befanden sich im Kellergewölbe der Wilhelmsburg.